# Staf De Clercq
Staf De Clerq, nato Jeroom Gustaaf De Clercq, (Everbeek, 16 settembre 1884 – Gand, 22 ottobre 1942), è stato un militare e politico belga.

## Biografia
Nel 1933 fondò l'Unione Nazionale Fiamminga, partito politico di estrema destra con cui ottenne il 13,6% dei voti nelle Fiandre alle elezioni del 1936 e il 14,7% nel 1939. Convinto antisemita  fu tra i sostenitori del potere nazista  e loro collaborazionista durante l'occupazione del Belgio nella seconda guerra mondiale sperando che ciò permettesse la creazione di uno stato fiammingo che unisse le regioni con componenti fiamminghe della Francia, Belgio e Paesi Bassi.